# 名古屋ダイヤモンド工業
名古屋ダイヤモンド工業株式会社（なごやダイヤモンドこうぎょう、英: Nagoya Diamond Industrial Co., Ltd.）は、愛知県小牧市に本社を置くダイヤモンド工具のメーカーである。

## 概要
貴金属宝石輸入卸業の株式会社伊東商店（所在地：愛知県名古屋市）が母体で精密機械業界への進出を図るべく1960年（昭和35年）に設立。
主な事業は天然ダイヤモンド、人造ダイヤモンド、焼結ダイヤモンド、立方晶窒化ホウ素等を用いた旋盤用バイト、砥石整形用ダイヤモンドレッサー、回転砥石、ニッケルメッキを使用した電着ダイヤモンドやすり等を製造。自動車関連、精密機器関連、光学機器関連、土木、石材関連等広範囲の産業界のエンドユーザーに製品を供給している。
また1995年（平成7年）より工具研削盤の製造を開始。
熟練した職人とセールスマンが在籍しており、ニッチで希少性の高い工具を生産しているようである。
工業用ダイヤモンド原石の仕入価格が高騰した折、多くのメーカーがダイヤモンドドレッサー、ダイヤモンドバイトの生産から撤退したが、変わらなく生産を続けている。

## 事業所
- 名古屋営業所：愛知県名古屋市北区城見通3-5  日販名古屋ビル7階
- 本社小牧工場：愛知県小牧市多気西町175-1
- 東京支店：東京都中央区銀座3-5-7マツザワビル4F

## 関連会社
- 株式会社伊東商店